# 上崎勝規
上崎 勝規（うえさき かつのり、1955年（昭和30年）4月10日 - ）は、日本の政治家。兵庫県洲本市長（1期）。

## 来歴
兵庫県洲本市出身。兵庫県立洲本高等学校、関西学院大学経済学部卒業。1979年洲本市役所に入る。市役所では総務部長、企画情報部長を経て、副市長となる。
2021年11月、洲本市長竹内通弘が、翌年3月の市長選挙に立候補せず、任期満了を以って退任する意向を示した。副市長の上崎は出馬に意欲を示し、11月24日に正式に立候補を表明した。
2022年3月6日に行われた洲本市長選挙に出馬。元市議ら2名の候補者を破り、当選を果たした。